# Saint-Mury-Monteymond
Saint-Mury-Monteymond is een gemeente in het Franse departement Isère (regio Auvergne-Rhône-Alpes) en telt 314 inwoners (1999). De plaats maakt deel uit van het arrondissement Grenoble.

## Geografie
De oppervlakte van Saint-Mury-Monteymond bedraagt 11,3 km², de bevolkingsdichtheid is 27,8 inwoners per km².
De onderstaande kaart toont de ligging van Saint-Mury-Monteymond met de belangrijkste infrastructuur en aangrenzende gemeenten.

## Demografie
Onderstaande figuur toont het verloop van het inwonertal (bron: INSEE-tellingen).